# Personalunterkunft
Eine Personalunterkunft (engl. „staff accommodation“) ist eine Unterkunft, die einem Mitarbeiter durch den Betrieb gestellt wird. Dabei wird typischerweise im Arbeitsvertrag festgelegt, zu welchen Konditionen der Arbeitnehmer die Unterkunft in Anspruch nehmen kann.
Personalunterkünfte werden z. B. in Nordamerika oft Saisonarbeitern zur Verfügung gestellt. Typischerweise ist Personalunterkunft auch ein Werbemittel für Arbeitgeber, da in dicht besiedelten oder touristischen Gebieten der Wohnraum sehr knapp ist. Um dem entgegenzuwirken und trotz teurer Lebenshaltungskosten Personal gewinnen zu können, wird mit Personalunterkünften in diesen Gebieten der Wohnraum für das Personal garantiert. In nordamerikanischen Nationalparks, in denen die Schaffung von Wohnraum mit strengen Auflagen belegt ist, sind Personalunterkünfte oft Teil der üblichen Stadtplanung. Die Unterbringungsarten sind vielfältig. Von Mehrbettzimmern bis hin zu eigenen Wohnungen ist alles möglich. Oft hängt es auch von der jeweiligen Position im Unternehmen oder dem Familienstand ab, welche Unterkünfte angeboten werden. Die Unterbringung kann sowohl auf dem Betriebsgelände (z. B. im Hotel, „on-site staff accommodation“) oder in externen Gebäuden („off-site staff accommodation“) angeboten werden. In einigen Fällen, typischerweise im Hotel- und Gastronomiebereich, können auch Mahlzeiten und besondere Extras in den Personalunterkünften angeboten werden. Die Kosten für die Errichtung von Personalunterkunft tragen die jeweiligen Arbeitgeber selbst. Jedoch können daraus auch nicht unerhebliche Mieteinnahmen generiert werden, da die Arbeitnehmer nicht umsonst dort leben. Daraus ergibt sich, dass die Kosten für Miete meistens direkt vom Gehalt abgezogen werden können, und der Arbeitgeber somit weniger monatlich auszahlen muss. Die Kosten für den Mieter liegen in Kanada zwischen 10 und 20 kanadischen Dollar pro Nacht, jedoch variieren die Kosten extrem, abhängig von Unterbringungsart und Region.